# Stanisław Boroń
Stanisław Kostka Boroń (ur. 19 listopada 1879 w Starej Wsi, zm. w marcu 1943 w Majdanku) – polski nauczyciel.

## Życiorys
Był najstarszym synem Wojciecha (Adalbertusa) i Katarzyny z Dydków, dzierżawców tzw. „folwarku biskupiego” (majątku ziemskiego biskupów tarnowskich) w Stareywsi, bratem Franciszka Boronia. 
C. K. Rada Szkolna Krajowa swoim rozporządzeniem z 14 lipca 1908 l. 10768 zamianowała Stanisława Boronia, zastępcę nauczyciela w C. K. Gimnazjum Wyższym w Brzeżanach, nauczycielem rzeczywistym w C. K. Gimnazjum Wyższym w Kołomyi. Od 1 września 1908 pracował w C. K. Gimnazjum w Kołomyi, w 1911 jako profesor, od 17 lutego 1917 był dyrektorem tego zakładu, w niepodległej II Rzeczypospolitej od 3 października 1921 noszącego nazwę Państwowego Gimnazjum im. Króla Kazimierza Jagiellończyka. Stanowisko sprawował do lat 30. W roku szkolnym1927/1928 zastępca przewodniczącego Rady Szkolnej Powiatowej. Prezes wydziału Bursy im. H. Sienkiewicza. Członek Towarzystwa Przyjaciół Huculszczyzny w Kołomyi. Był wielokrotnie nagradzany za zasługi w pracy pedagogicznej i nauczycielskiej. 
Aresztowany wraz z innymi kołomyjskimi notablami, przedstawicielami polskiej inteligencji w ramach Intelligenzaktion, w nocy z 10 na 11 listopada 1942 przez hitlerowskie władze okupacyjne i osadzony, jako zakładnik, w tamtejszym więzieniu gestapo. Na początku lutego 1943 przewieziony do obozu koncentracyjnego na Majdanku (więzień nr 15836), gdzie zmarł pod koniec marca tego samego roku. 
Stanisław Boroń jest autorem kilkudziesięciu grypsów w których opisał swój pobyt w niewoli, a także istotne fakty dotyczące współwięźniów. Grypsy te mają ogromną wartość historyczną i są, począwszy od sierpnia 2010 roku, znaczącym elementem zasobów archiwum Państwowego Muzeum na Majdanku.
Był żonaty z Jadwigą z Czaykowskich (1890–1945), polską Ormianką blisko spokrewnioną z Michałem Czajkowskim. 

## Ordery i odznaczenia
- Złoty Krzyż Zasługi (10 listopada 1933)[8]